# Ruměnice pospolná
Ruměnice pospolná (Pyrrhocoris apterus; starším názvem ruměnice bezkřídlá – apterus znamená „bezkřídlý“) je ve střední Evropě hojně rozšířený druh ploštice. Dorůstá velikosti okolo 1 cm a živí se sáním semen rostlin, mrtvými živočichy či vajíčky hmyzu. Velmi často se vyskytuje ve větších skupinách.

## Popis
Ruměnice měří 10–12 mm. Má oválný obrys těla s nápadnou černo-červenou kresbou. Křídla většinou nejsou plně vyvinutá. Nohy jsou černé. Při bedlivějším pozorování lze zjistit, že každá ruměnice je v drobných detailech odlišná. Kresba a velikost skvrn na červeném podkladě se mírně mění. Její výrazné a kontrastní zbarvení ji chrání před nepřáteli – ptáky. Dává najevo, že není jedlá a to ji ochraňuje.
Saje převážně rostlinné šťávy. Hlavní složkou stravy jsou především plody lípy – semena pokrytá sladkými šťávami.

## Rozmnožování a životní cyklus
Samičky k sobě vábí samce sexuálně přitažlivými sekrety (feromony). Může se stát, že páření trvá celý den. Svá vajíčka klade samička do vlhké půdy, do štěrbin kůry, pod listí a mech. Ruměnice lze pozorovat až do pozdního podzimu. Přezimují dospělí jedinci. Žlázy larev produkují jako u jiných ploštic typicky páchnoucí sekret sloužící k odstrašení nepřítele.

## Výskyt
Jde o druh, který je velmi rozšířený v Evropě, severní Africe, severní Asii a Střední Americe. Ve světě žije 400 druhů ruměnicovitých, z toho pouze dva v České republice. Vyskytuje se od dubna do září.
Jedná se o velmi společenský druh. Již od časného jara se objevuje (vyhřívá) v houfech u zdí či pat stromů. Vyskytuje se v parcích, alejích s akáty nebo kaštany, na hřbitovech. Ve velkém počtu žije na lípách, občas i na akátech nebo tam, kde kvete sléz. Přestože jim sluneční svit nevadí, dávají raději přednost stinným místům.

## Fotogalerie

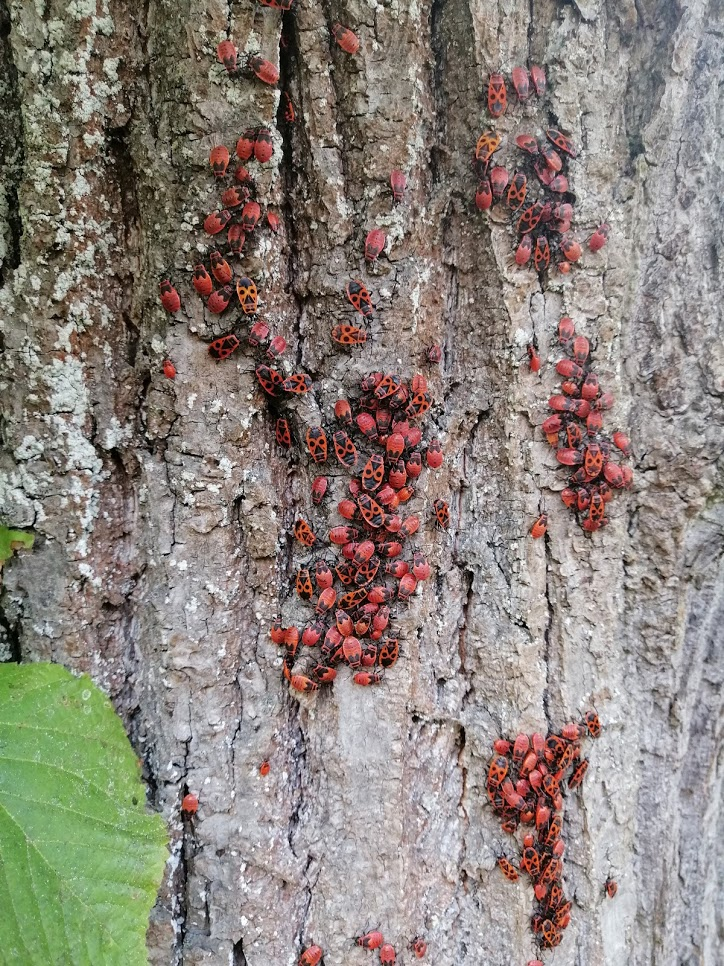
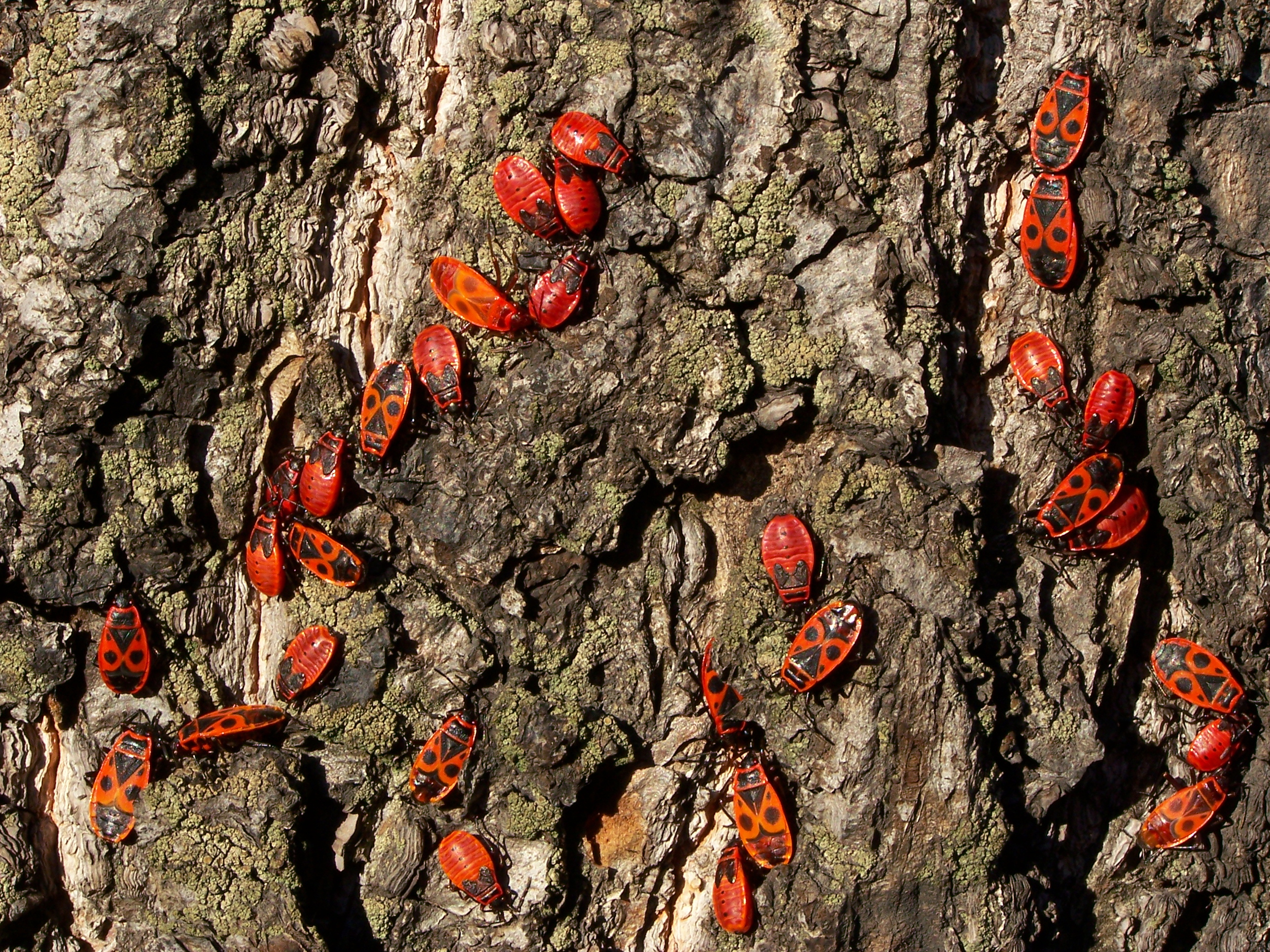
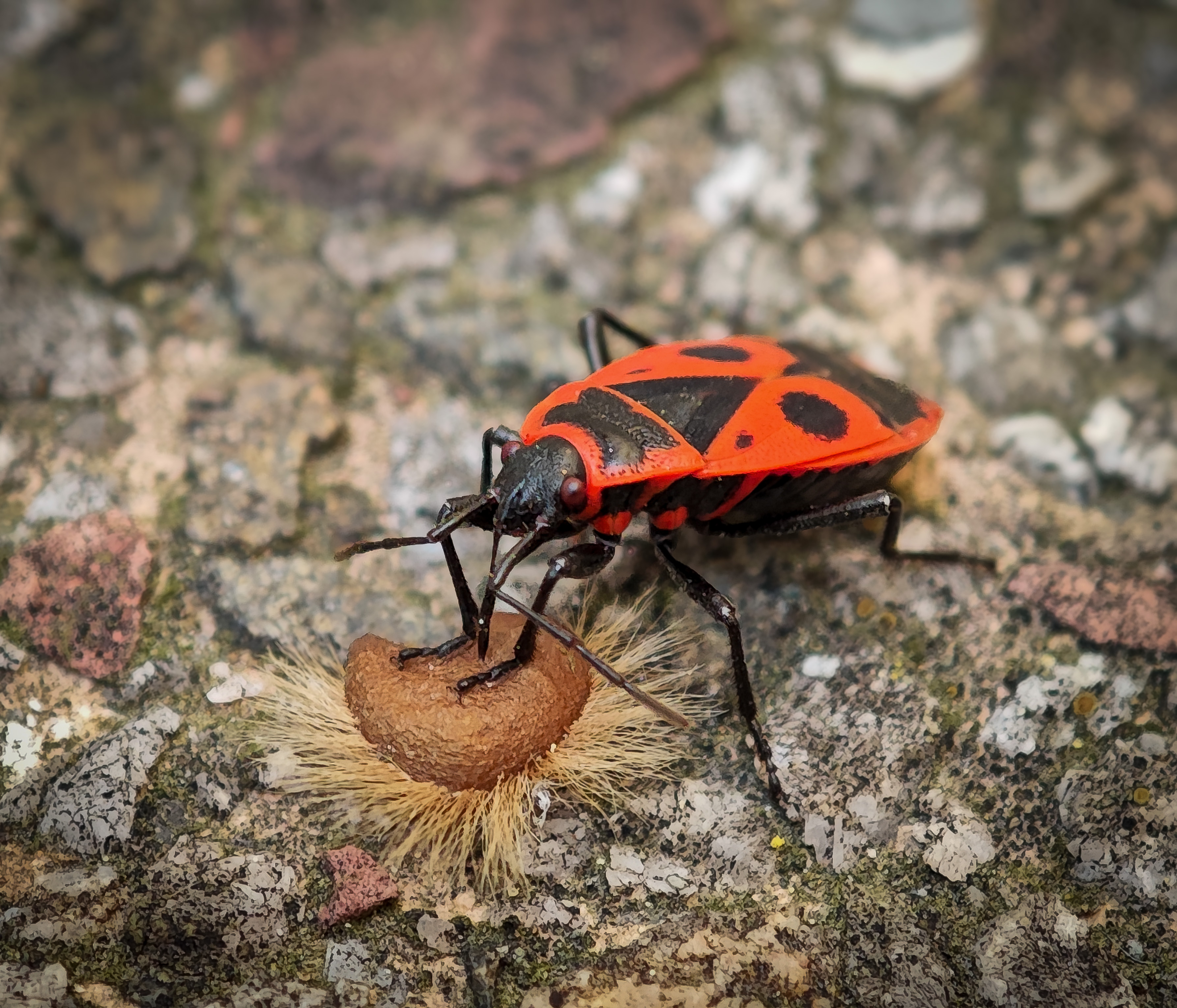
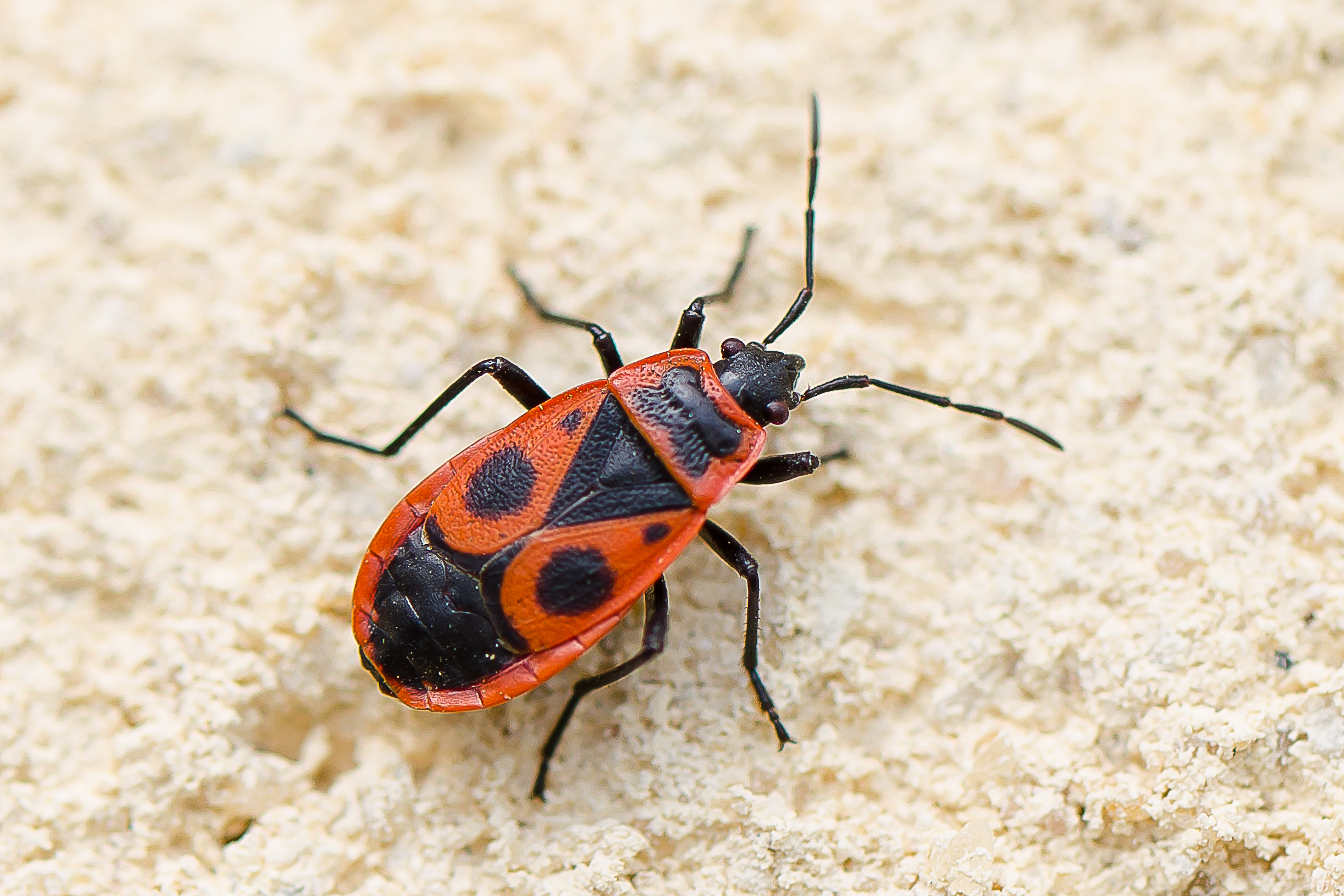
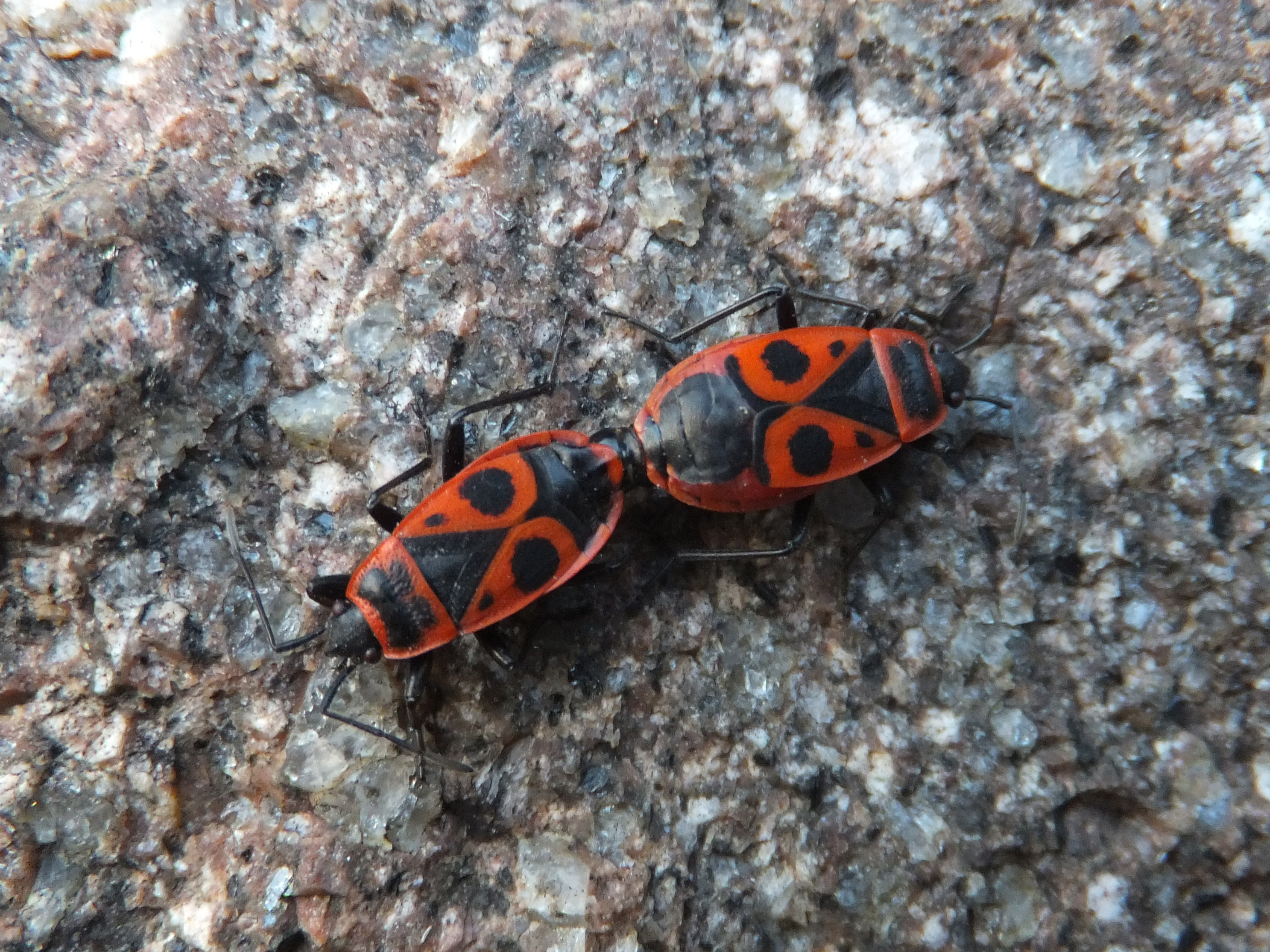